# Raßreuth
Raßreuth ist ein Gemeindeteil der Stadt Hauzenberg und eine Gemarkung im niederbayerischen Landkreis Passau.

## Geographie
Das Dorf liegt etwa zwei Kilometer nordöstlich von Hauzenberg am Fuß des Staffelberges (793 m). Im Gebiet der ehemaligen Gemeinde Raßreuth liegt der Freudensee mit der Burg Freudensee.

## Geschichte
Raßreuth gehörte zum Amt Hauzenberg des Landgerichtes Oberhaus im Hochstift Passau. Der Ort wurde 1803 mit dem größten Teil des hochstiftischen Gebietes zugunsten Ferdinands von Toskana säkularisiert. Seit den Friedensverträgen von Brünn und Preßburg 1805 gehört der Ort zu Bayern. Die Landgemeinde Raßreuth mit den Orten Bachhäusl, Eckhof, Eckmühle, Freudensee, Gießübl, Grüblmühle, Kramersdorf, Lindbüchl, Neustift, Penzenstadl, Pufferholz und Steindobl wurde 1818 durch das bayerische Gemeindeedikt begründet. Am 1. Januar 1972 wurden die Gemeinden Germannsdorf, Jahrdorf, Raßreuth und Windpassing in den Markt Hauzenberg eingegliedert.